# Baie de San Diego

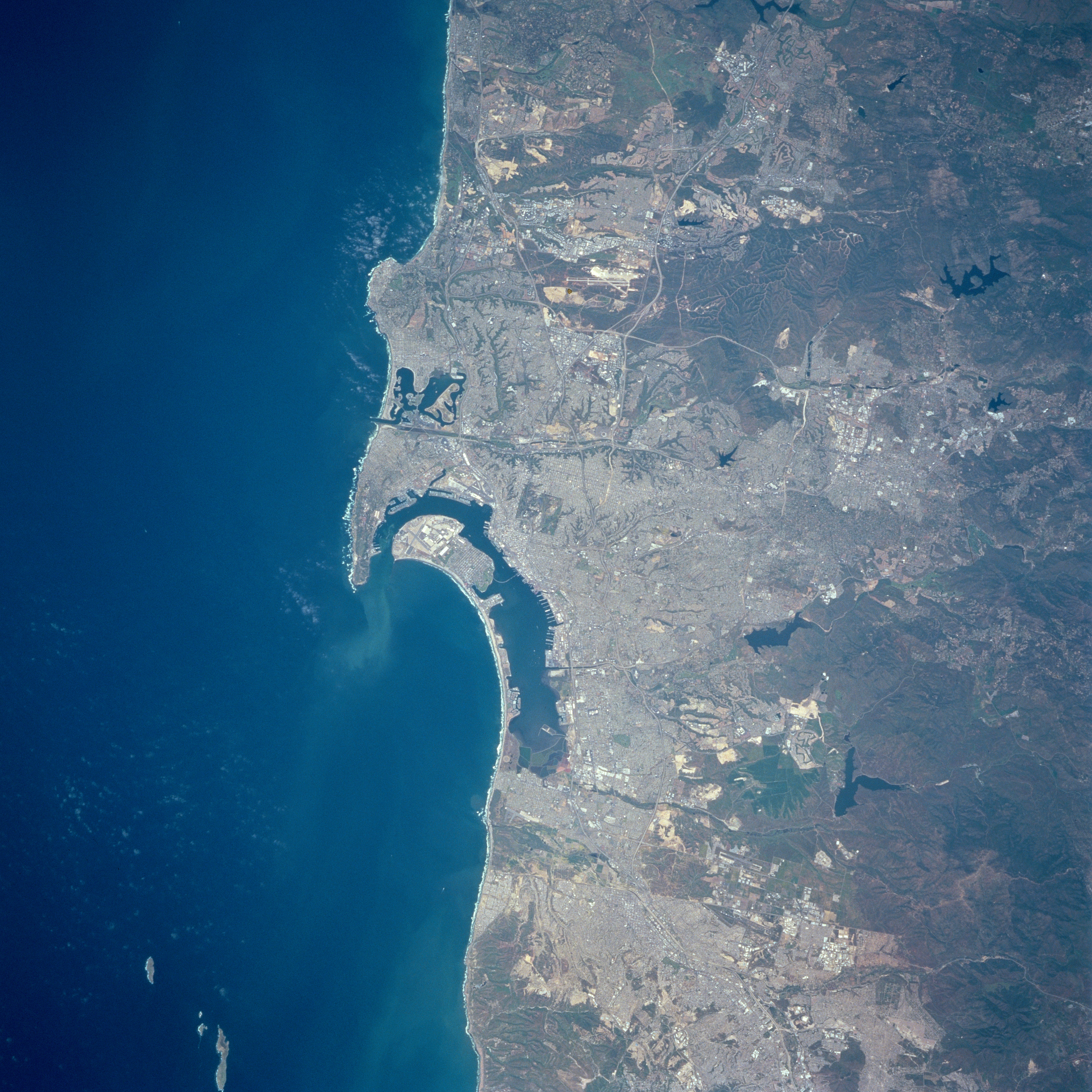
Baie de San Diego

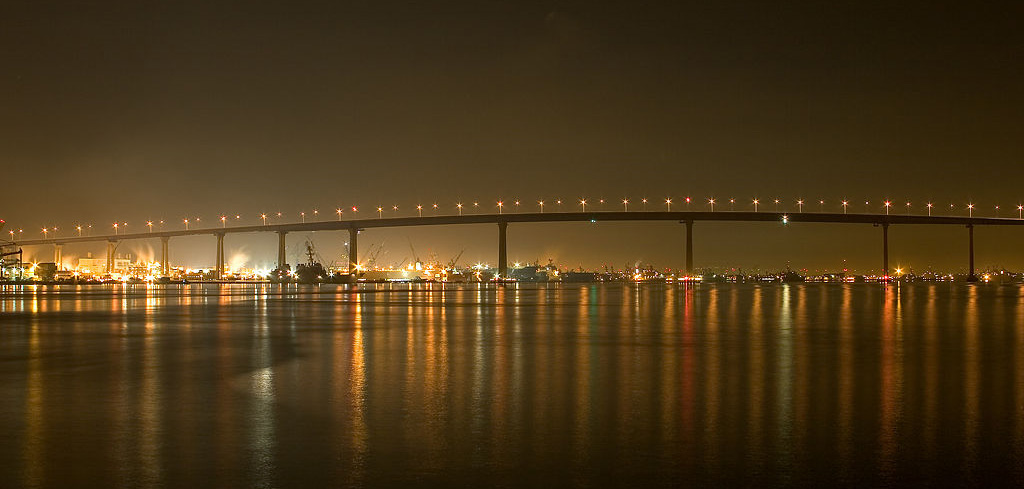
Le pont de Coronado qui emjambe la baie.

La baie de San Diego est un port naturel situé en Californie, aux États-Unis. La baie est bordée par les villes de San Diego, National City, Chula Vista, Imperial Beach et Coronado.
La bordure occidentale de la baie est protégée de l'Océan Pacifique par une étroite et longue bande de terre appelée la Silver Strand. Son extrémité nord s'élargit pour devenir North Island, se trouvent la Naval Air Station North Island et Coronado. La marine américaine possède aussi deux autres complexes dans la baie, à savoir la Naval Station San Diego et la Point Loma Naval Base à Ballast Point, qui est une base de sous-marin nucléaires. 
La baie accueille de nombreux navires-musées comme le USS Midway, et le Star of India, le plus ancien navire encore en activité au sein du musée maritime de San Diego.
La baie de San Diego figure dans le documentaire français Océans réalisé par Jacques Perrin et Jacques Cluzaud (2009).
La faune maritime est variée : baleine bleue, poisson lune, requin bleu, requin mako.